# Veriko Anjaparidze
 (février 2025).
Si vous disposez d'ouvrages ou d'articles de référence ou si vous connaissez des sites web de qualité traitant du thème abordé ici, merci de compléter l'article en donnant les références utiles à sa vérifiabilité et en les liant à la section « Notes et références ».
Pour les articles homonymes, voir Andjaparidze.

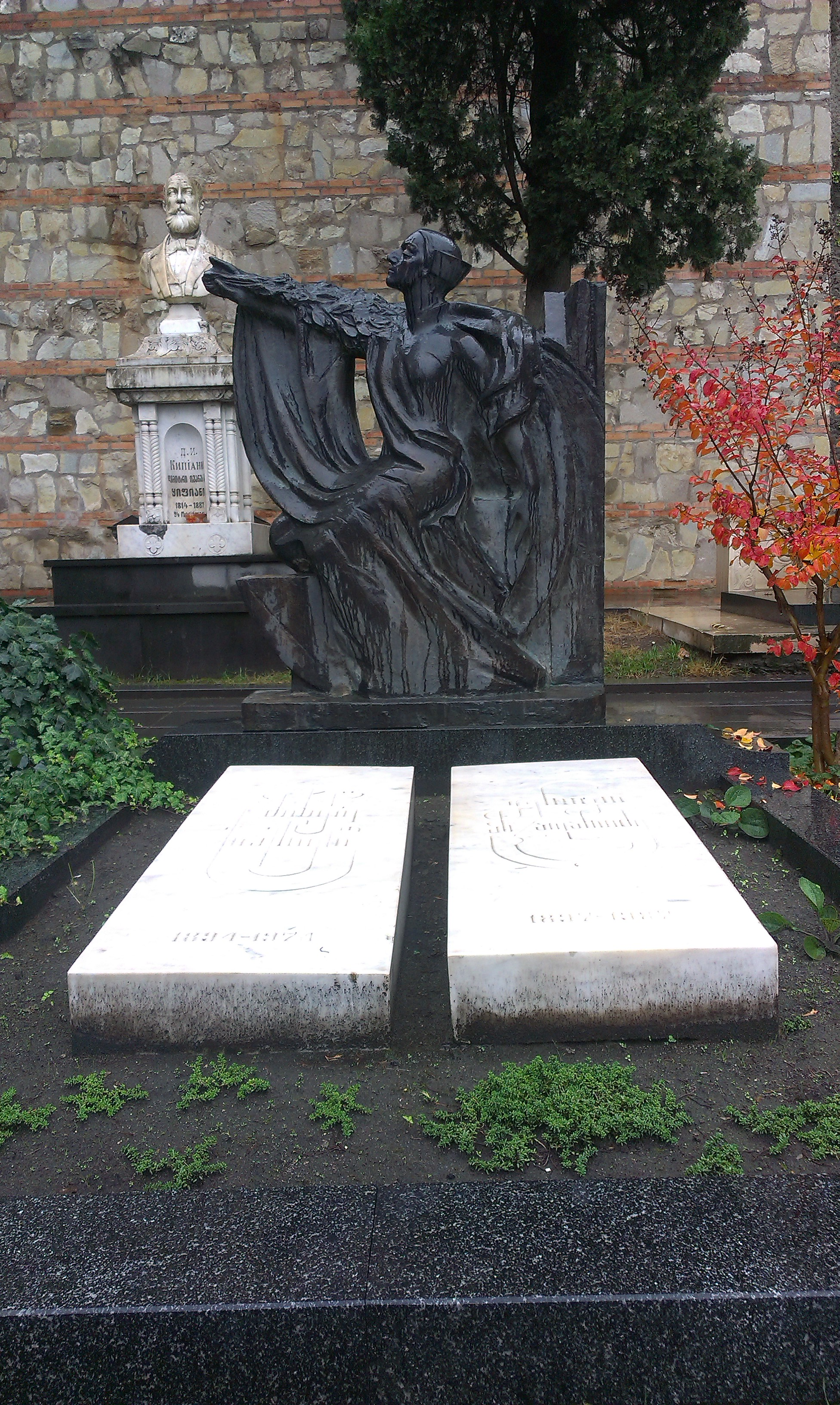
La tombe de Tchiaureli et Andzhaparidze au panthéon de Mtatsminda.

Veriko Anjaparidze (en géorgien : ვერიკო ივლიანეს ასული ანჯაფარიძე), née le 6 octobre 1897 à Koutaïssi et morte le 31 janvier 1987 à Tbilissi, est une actrice de théâtre et cinéma, et metteur en scène soviétique d'origine géorgienne. Elle est la mère de l'actrice Sofiko Tchiaoureli.

## Biographie
Veriko Anjaparidze naît à Koutaïssi dans la famille d'un notaire. Elle étudie au studio d'art dramatique de Nikolaï Aïdarov à Moscou en 1916-1917. Ses études sont interrompues par la révolution d'Octobre. Elle retourne en Géorgie et poursuit sa formation dans le studio d'acteur George Djabadari à Tiflis (1918-1920). Là, elle rencontre son futur mari Mikhaïl Tchiaoureli. Après l'effondrement du studio, elle travaille au théâtre Roustavéli sous la direction de Sandro Akhmeteli (1920-1926)..
En 1926-1928, elle joue au Théâtre dramatique de Batoumi sous la direction d'Akaki Pagava et au Théâtre ouvrier de Tiflis. En 1928, elle rencontre Koté Mardjanichvili et rejoint la troupe de son théâtre situé à Koutaïssi. En 1930, le théâtre est transféré à Tiflis.
En 1932-1933, elle joue au Théâtre réaliste de Moscou sous la direction de Nikolaï Okhlopkov.
Depuis 1933 - de nouveau au théâtre de Mardjanichvili où elle travaille à la fois comme actrice et comme metteur en scène et, en 1957-1960, elle devient directrice artistique du théâtre.
Sa carrière cinématographique commence en 1923.
Elle enseigne à l'Université d'État de théâtre et de cinéma Chota-Roustavéli.
Membre du PCUS depuis 1954.
Décédée le 31 janvier 1987 à Tbilissi, Veriko Andzhaparidze est enterrée au Panthéon de Mtatsminda.

## Filmographie partielle
- 1929 : La Pipe du communard de Koté Mardjanichvili : Louisa
- 1933 : Les 26 Commissaires de Nikolaï Chenguelaia : femme d'un ouvrier
- 1942 : Giorgi Saakadze de Mikhaïl Tchiaoureli : Rusudan Saakadze
- 1950 : La Chute de Berlin de Mikhaïl Tchiaoureli : mère de Hans
- 1953 : La Légende de la forteresse de Souram de Sergueï Ioutkevitch : Dafina
- 1969 : Ne sois pas triste de Gueorgui Danielia : mère de Kalantadze
- 1971 : Goya, l'hérétique de Konrad Wolf : mère de Goya
- 1984 : Le Repentir de Tenguiz Abouladzé : vagabonde
- 1985 : La Légende de la forteresse de Souram de Sergueï Paradjanov et Dodo Abachidze : diseuse de bonne aventure

## Distinctions
- Médaille Pour le travail vaillant dans la Grande Guerre patriotique 1941–1945
- prix Staline (1943), pour le rôle de Rusudan dans le film Georgiy Saakadze (1 épisode)
- prix Staline (1946), pour le rôle de Rusudan dans le film Georgiy Saakadze (2 épisode)
- prix Staline (1952), pour le rôle de Darejan dans le spectacle Son étoile de Ilo Mosashvili
- Artiste du peuple de l'URSS (1950)
- ordre de Lénine (1950, 1966, 1971, 1979)
- ordre du Drapeau rouge du Travail (1944, 1950; 1958)
- Héros du travail socialiste (1979)